# Inn (rivière)
Pour les articles homonymes, voir Inn.
L'Inn (en romanche : En) est une rivière de l'Europe centrale, longue de 517 kilomètres. Elle prend sa source en Haute-Engadine, dans les Alpes suisses et continue son parcours en Suisse, en Autriche et ensuite en Allemagne. Elle termine son cours à Passau pour se jeter dans le Danube. Deux tiers de son cours passent à l'intérieur des Alpes.
En ce qui concerne le débit, le module de l'Inn à l'embouchure (740 m3/s) est supérieur à celui du Danube (690 m3/s) ; cela s'explique par les périodes de crues consécutives à des fortes précipitations et à la fonte des neiges dans les Alpes.

## Hydronomie
À sa source, l'Inn est appelée En, en romanche. Comme l'allemand Inn, ce sont les formes actuelles d'un nom d'origine celte qui est apparu dans plusieurs textes antiques : Αινος en grec (Strabon, Ptolémée) et Aenus en latin (Tacite vers l'année 109, l’Itinéraire d'Antonin). Il peut se traduire par « eau ». Le radical pré-latin de l'Inn a été rapproché de celui de la rivière de l'Ain en France, en particulier par Albert Dauzat. À l'époque romaine, le cours inférieur du fleuve détermine la frontière entre les provinces de Rhétie et de Norique.
Le fleuve est également mentionné par Venance Fortunat au VIe siècle ; au VIIIe siècle, la Chronique de Frédégaire retient en latin la forme Ignis. Il est appelé In en moyen haut-allemand dans la Chanson des Nibelungen. La région suisse d'Engadine, correspondant à la haute vallée de l'Inn, doit son nom à la rivière.

## Géographie

### Cours

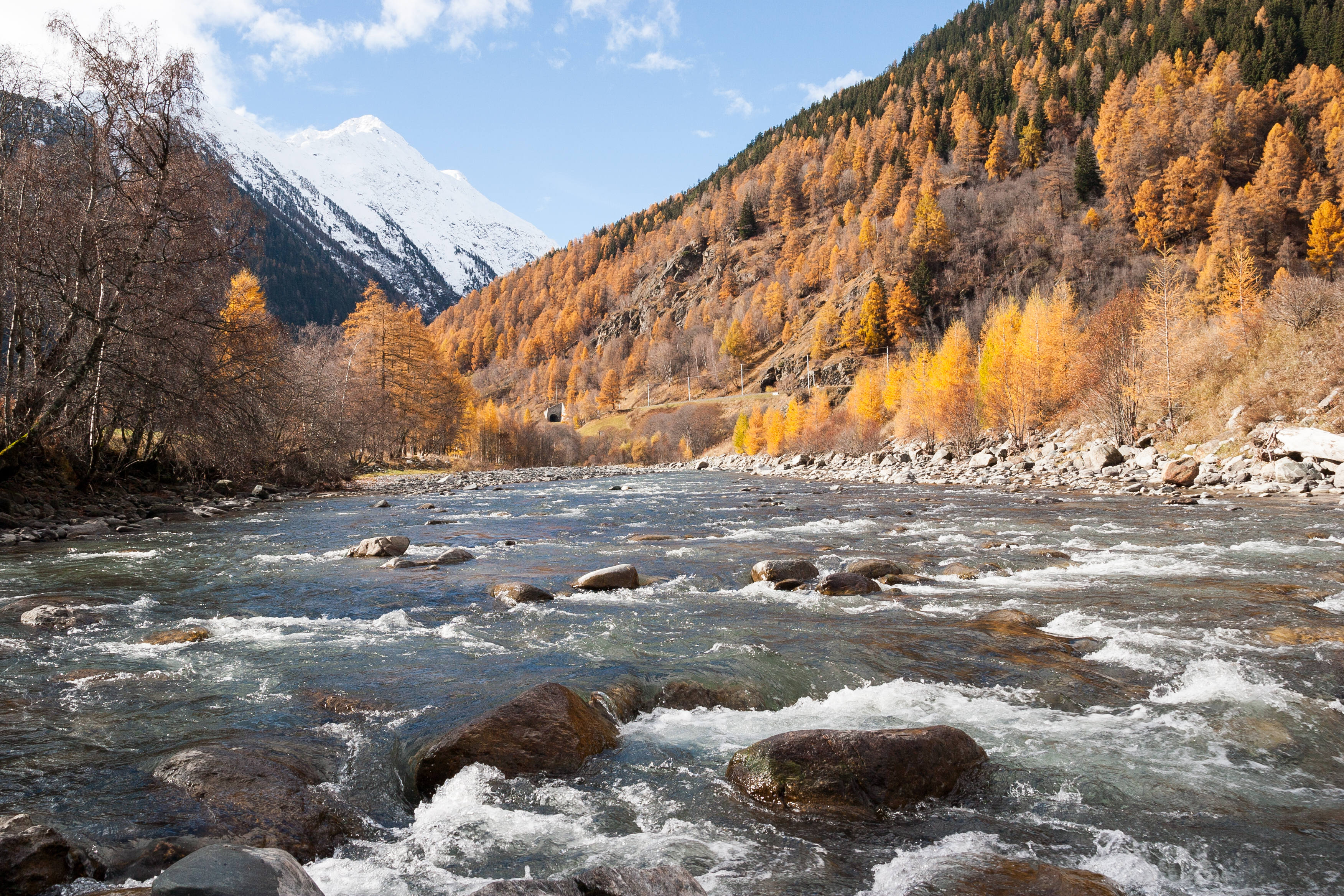
L'Inn dans la Basse-Engadine.

L'Inn prend sa source à 2 484 mètres d'altitude, non loin du col de la Maloja en Engadine dans les Grisons en Suisse. Elle provient du lac de Lunghin au-dessous du piz Lunghin (2 780 m) et du col du Lunghin où se rencontrent les lignes de partage des eaux entre la mer du Nord, la mer Noire et la mer Méditerranée.
La rivière traverse ensuite la Haute-Engadine et les lacs de Sils, de Silvaplana, de Champfèr et de Saint-Moritz vers le nord-est, passant les communes de Samedan, Bever, Zuoz et S-chanf pour couler dans la Basse-Engadine (dans le district d'Inn) passant Zernez, Scuol et Valsot avant de longer la frontière helvético-autrichienne sur quelques kilomètres. Puis elle entre en Autriche près de Nauders et traverse le land de Tyrol et la capitale d'Innsbruck, qui lui doit son nom (littéralement Pont de l'Inn). Depuis que la frontière sud de l'Autriche a été ramenée, par les traités de 1919, à la ligne de faîte des Alpes, la vallée de l'Inn est devenue l'artère vitale du Tyrol.
Entre Kufstein et Erl, le fleuve définit la frontière austro-allemande avant d'entrer en Bavière (Allemagne). Il traverse le sud-est de l'État, en passant Rosenheim, Wasserburg et Mühldorf. De la confluence avec la Salzach jusqu'à Passau, où l'Inn se jette dans le Danube, il marque à nouveau la frontière austro-allemande. Parmi les communes passées par l'Inn, citons Braunau (Autriche), lieu de naissance d'Adolf Hitler, et Marktl (Allemagne), où est né le pape Benoît XVI. À Passau, l'Inn semble verte par rapport au Danube plus bleu. De plus, une autre rivière, l'Ilz, les rejoint à cet endroit, de couleur plus noire. Pendant quelques centaines de mètres, les trois couleurs ne se mélangent pas, donnant au Danube un aspect particulier.

### Affluents
Suisse
- Flaz
- Beverin
- Ova Chamuera
- Ova Trupchun
- Spöl
- Vallember
- Aua da Sampuoir
- Clemgia

 Autriche
- Salzach
- Ötztaler Ache
- Sill
- Ziller

 Allemagne
- Alz
- Salzach
- Mangfall
- Attel

## Écologie
Plutôt que rénover les digues en mauvais état, la commune de Bever (Grisons) a l'idée de rendre le cours de l'Inn à la nature. Le projet débute en 1999. La revitalisation ne se borne pas à protéger des crues, mais valorise aussi le paysage et les habitats de la faune et de la flore. Après une étape de travaux terminée en 2014, la rivière fait elle-même son passage sur 610 m. Des résultats sont visibles au niveau de la biodiversité. Une prochaine étape débute en 2017 pour remplacer les digues en ligne droite par un espace en bancs de gravier.
La Suisse est membre de la Convention alpine, traité international signé en 1991 et entré en vigueur en 1995. La présidence suisse organise un projet «MoVe INN now». En été 2021, des jeunes d'Engadine partent de Samedan pour suivre à vélo le cours de l'Inn jusqu'à la frontière, où des jeunes tiroliens prennent le relai. L'objectif est de favoriser une prise de conscience de l'importance écologique de la rivière.